# Chi Quốc phòng
Chi Quốc phòng là tổng hợp các khoản chi của một quốc gia nhằm tăng cường khả năng phòng thủ của đất nước, bảo vệ chủ quyền và toàn vẹn lãnh thổ. Phạm vi, quy mô chi quốc phòng chịu ảnh hưởng của các yếu tố như: sự phát triển kinh tế, tình hình và khả năng huy động bảo đảm cho quốc phòng; những dự báo nguy cơ chiến tranh và nhiệm vụ phòng thủ, bảo vệ đất nước. Mục đích, tính chất, nội dung chi quốc phòng thường chịu ảnh hưởng trực tiếp bởi chế độ chính trị – xã hội; chủ trương, chính sách, pháp luật của nhà nước về lĩnh vực quốc phòng. Với nhiều quốc gia, chi quốc phòng nhằm mục đích phòng thủ, bảo vệ độc lập chủ quyền và toàn vẹn lãnh thổ của đất nước, trong khi với nhiều quốc gia, chi quốc phòng chủ yếu nhằm tăng cường khả năng quân sự, thực hiện mục đích xâm lược, can thiệp, chi phối các quốc gia khác.

## Nội dung
Chi quốc phòng gồm chi cho công tác quốc phòng theo nhiệm vụ của Bộ Quốc phòng và chi cho công tác quốc phòng ở các cơ quan Trung ương và các địa phương. 
Nội dung chủ yếu của chi quốc phòng gồm: chi để duy trì hoạt động thường xuyên của lực lượng vũ trang; chi về huấn luyện quân sự và giáo dục quốc phòng; chi về đào tạo, nghiên cứu khoa học, kỹ thuật quân sự; chi về bảo quản, sửa chữa, mua sắm thiết bị kỹ thuật quân sự; chi xây dựng các công trình quốc phòng; chi phát triển công nghiệp quốc phòng; chi bảo đảm các chế độ, chính sách trong các quá trình thực hiện nhiệm vụ quốc phòng.

## Mức chi
Mức chi quốc phòng được tính toán dựa trên nhu cầu bảo đảm cho nhiệm vụ quốc phòng nhưng lại phụ thuộc rất lớn vào tiềm lực kinh tế được thể hiện trực tiếp ở nguồn ngân sách mà nền kinh tế có thể huy động được để đáp ứng các nhu cầu chiến tranh và quốc phòng. Hằng năm, để duy trì sức mạnh quân sự và thực hiện chiến lược quân sự của mình, các nước trên thế giới dành ra 1–4% tổng sản phẩm trong nước (GDP) cho quốc phòng. 
Một số nước chi quốc phòng cao như: Hoa Kỳ, Nga, Hàn Quốc, Ấn Độ, Trung Quốc, Nhật Bản chi khoảng 6% GDP. Các nước ASEAN duy trì mức chi quốc phòng trung bình khoảng 2,1% GDP; một số nước có mức chi quốc phòng cao như: Singapore, Indonesia, Thái Lan chi khoảng 4% GDP.
So với chi phát triển kinh tế, sản xuất kinh doanh, chi quốc phòng có tính chất phức tạp, nội dung chi phong phú, đa dạng do nhiều cấp, nhiều ngành thực hiện, chi phí cho hoạt động quốc phòng thường không kết tinh ở những vật phẩm cụ thể như trong lĩnh vực hoạt động kinh tế, sản xuất kinh doanh; chi phí có thể dự kiến tính toán được cho từng nhiệm vụ cụ thể nhưng dung sai lớn; chi phí có phần có thể lượng hóa chính xác và xác định được đơn vị tính, có phần khó hoặc không thể lượng hóa chính xác; kết quả của hoạt động quốc phòng thường khó hoặc không làm được việc tính toán, lượng hóa giá trị. Đặc điểm nêu trên chính là khó khăn cho việc phân tích, bảo đảm tính hiệu quả của chi quốc phòng. 
Cần nghiên cứu xác định các tiêu chí, tiêu chuẩn để đánh giá mức độ kết quả hoạt động quốc phòng, so sánh với chi phí quốc phòng để thấy hiệu quả chi cao hay thấp, phân tích nguyên nhân và tìm biện pháp nâng cao hiệu quả chi quốc phòng. Mối quan hệ giữa kết quả hoạt động quốc phòng và chi quốc phòng được coi là có hiệu quả trong các trường hợp cơ bản: chi phí ở mức nhất định nhưng kết quả đạt cao nhất; kết quả nhiệm vụ đạt mức nhất định với chi phí thấp nhất; chi quốc phòng tăng nhưng kết quả thực hiện nhiệm vụ quốc phòng tăng ở mức cao hơn; chi quốc phòng giảm, kết quả thực hiện nhiệm vụ cũng giảm nhưng mức giảm ít hơn. Các quốc gia, dù tiềm lực kinh tế ở mức nào đều rất quan tâm tới chi quốc phòng và hiệu quả chi quốc phòng.